# جاك وايت
جاك وايت (بالإنجليزية: Jack White) (و. 1975 – م) هو عازف قيثارة، وموسيقي، وmandolinist، وطبال، وملحن، ومغن، وممثل، وعازف بيانو من الولايات المتحدة الأمريكية . ولد في ديترويت، ميشيغان .
وهو عضو في ذي وايت سترايبس .

## التعليم
تعلم في جامعة وين ستيت، وCass Technical High School

## جوائز
حصل على جوائز منها:
- Grammy Award for Best Rock Performance، عن عمل:Lazaretto (2015).

## روابط خارجية
- جاك وايت على موقع IMDb (الإنجليزية)
- جاك وايت على موقع الموسوعة البريطانية (الإنجليزية)
- جاك وايت على موقع قاعدة بيانات الأفلام العربية
- جاك وايت على موقع ألو سيني (الفرنسية)
- جاك وايت على موقع ميوزك برينز (الإنجليزية)
- جاك وايت على موقع رولينغ ستون (الإنجليزية)
- جاك وايت على موقع أول موفي (الإنجليزية)
- جاك وايت على موقع قاعدة بيانات الأفلام السويدية (السويدية)
- جاك وايت على موقع إن إن دي بي (الإنجليزية)
- جاك وايت على موقع أول ميوزيك (الإنجليزية)